# Ґустав Герлінґ-Ґрудзінський
Ґустав Герлінґ-Ґрудзінський (20 травня 1919, Кельці — 4 липня 2000, Неаполь) — польський письменник, есеїст, літературний критик, журналіст, солдат, в'язень ГУЛАГу і таборів НКВД. Його заарештували в 1940 році радянськими військами під час їх вторгнення до Польщі. Він підтримував Польську Соціалістичну Партію, після війни його звинувачено у критиці комуністичної диктатури в Польщі і східній Європі.

## Життєпис
Письменник народився в польській єврейській родині.
У 1919 році батьки письменника жили в Кельцях, однак багато часу він провів в Скшельчицях, в гміні Пєжхниця, де знаходилася велика ферма, якою володіла родина. Про народження сина Ґустава, четвертої дитини після Євгенії, Мауриція і Люції батько повідомив в 1919 році в Далешицях.
У 1921 році ферма в Скшельчицях була продана, з цього моменту, до війни, мати з дітьми жила в Кєльцах, а Якуб Герлінґ-Ґрудзінський в Сухеднєві, де він купив великий млин і будинок. В пізніші роки письменник пригадував Сухеднюв, невелике містечко в Свєнтокшиськім воєводстві, в творі «Інший світ».
У Кельцях Ґустав Герлінґ-Ґрудзінський відвідував гімназію імені М. Рея.
Проти волі батька він 2 роки навчався на польській філології у Варшавському університеті, де писав для журналів «Ateneum», «Pion», «Nowy Wyraz» та редагував тижневик «Orka na Ugorze».
15 жовтня 1939 року він створив одну з перших польських конспіраційних організацій Польську Народну Незалежну Акцію. Він був головою організації протягом двох місяців. Він переїхав до Львова, а потім до Гродна, де знайшов роботу в ляльковому театрі. У березні 1940 року він пробував виїхати до Литви. Проте це йому не вдалося і його заарештували одразу після від'їзду з міста. Його посадили у в'язницю, де йому присудили 5 років в таборах. Пізніше, через в'язниці у Вітебську, Санкт-Петербурзі, Вологді він потрапив до табору в Єрцево. 20 січня 1942 після протесту-голодування його звільнили в силу угоди Сікорського-Майського. Вражаючу табірну реальність автор зобразив на сторінках роману «Інший світ».
12 травня в районі Лугового йому вдалося приєднатися до армії генерала Андерса. Він брав участь у боях під Монте Кассіно, за що отримав орден Virtuti Militari.
Мати Герлінґа-Ґрудзінського померла від тифу в 1932 і була похована на єврейському кладовищі в Бодзентині. Батько помер в 1943, а брат Маурицій і сестри вижили під час Другої світової війни і залишилися в Польщі. Маурицій Герлінг-Грудзінський провадив активну діяльність під час війни в організації Жеґота, він врятував 500 євреїв.
Після війни, в 1945 році Густав Герлінґ-Ґрудзінський став політичним емігрантом. Разом із дружиною Кристиною він переїхав з Італії до Лондона, де працював у лондонському щотижневику «Новини». Він заснував і редагував щомісячник «Культура». Герлінґ-Ґрудзінський також був членом Інституту Літератури.
У 1946, в Італії він вступив до Польської Соціалістичної Партії. Публікувався в партійних журналах «Польський робітник» і «Світло». В 1948 його обрали заступником комітету головної ПСП у Великій Британії, а на ІІ еміграційному з'їзді ППС в Ленсі, в 1952 році, його обрали до складу Центрального Партійного Суду. Він вийшов з ПСП в 1960, коли унаслідок суперечок серед соціалістів-емігрантів з неї вигнано Адама Чьолкоша.
В 1952 році його дружина Кристина скоїла самогубство.
Пізніше, Ґ. Герлінґ-Ґрудзінський співпрацював з Комітетом Охорони Працівників і Польським Незалежним Порозумінням в країні. У ІІІ РП він брав участь в Руху Сотні.
У роках 1952—1955 письменник працював на Радіо «Свобода» у Мюнхені. В 1955 він надовго залишився в Неаполі, де побрався з Лідією, донькою Бенедетто Кроче. Ґ. Герлінґ-Ґрудзінський помер 4 липня 2000 через інсульт. Його поховали на неаполітанському кладовищі Poggio Reale.
У 1990 році він став лауреатом літературної Нагороди Польського ПЕН-клубу ім. Й. Парандовського, в 2000 він отримав ступінь доктора Гонорис кауза Яґелонського університету.
В 1998 році його нагородили Орденом Білого Орла.
У вересні 2009 року у Єрцево письменнику поставили пам'ятник.
В Україні у 2010 вийшла друком його книжка: Ґустав Герлінґ-Ґрудзінський. Інший світ. Совєтські записки. — Чернівці: «Книги XXI», 2010.